# Нептунат(VI) гексалития
Нептунат(VI) гексалития — неорганическое соединение,
комплексный оксид нептуния и лития
с формулой Li6NpO6,
кристаллы.

## Физические свойства
Нептунат(VI) гексалития образует кристаллы
гексагональной сингонии,
пространственная группа R 3,
параметры ячейки a = 0,5217 нм, c = 1,470 нм, Z = 3.